# 让布
让布（法語：Jambes，法語發音：[ʒɑ̃b] ⓘ）是比利时那慕爾省那慕爾的一个片区。让布原为一独立市镇，1977年，让布与临近的24个市镇并入那慕爾，成为了那慕尔的一个片区。